# Dihidrostreptomicin-6-fosfat 3'a-kinaza
Dihidrostreptomicin-6-fosfat 3'a-kinaza (EC 2.7.1.88, dihidrostreptomicin 6-fosfat kinaza (fosforilacija), ATP:dihidrostreptomicin-6-P 3'alfa-fosfotransferaza) je enzim sa sistematskim imenom ATP:dihidrostreptomicin-6-fosfat 3'alfa-fosfotransferaza. Ovaj enzim katalizuje sledeću hemijsku reakciju
ATP + dihidrostreptomicin 6-fosfat {\displaystyle \rightleftharpoons } ADP + dihidrostreptomicin 3'alfa,6-bisfosfat
3'-Dezoksidihidrostreptomicin 6-fosfat takođe može da bude akceptor.

## Literatura
- Nicholas C. Price; Lewis Stevens (1999). Fundamentals of Enzymology: The Cell and Molecular Biology of Catalytic Proteins (Third изд.). USA: Oxford University Press. ISBN 019850229X.
- Eric J. Toone (2006). Advances in Enzymology and Related Areas of Molecular Biology, Protein Evolution (Volume 75 изд.). Wiley-Interscience. ISBN 0471205036.
- Branden C; Tooze J. Introduction to Protein Structure. New York, NY: Garland Publishing. ISBN 0-8153-2305-0.
- Irwin H. Segel. Enzyme Kinetics: Behavior and Analysis of Rapid Equilibrium and Steady-State Enzyme Systems (Book 44 изд.). Wiley Classics Library. ISBN 0471303097.

## Spoljašnje veze
- Dihydrostreptomycin-6-phosphate+3'alpha-kinase на 